# Linceu
Linceu, na mitologia grega, foi um dos cinquenta filhos de Egipto, que se casaram com as cinquenta filhas de Dânao, irmão de Egipto e rei de Argos.
Dânao ordenou às suas filhas que matassem os seu esposos no dia do casamento, o que foi feito quando estes estavam dormindo, mas Linceu foi poupado por Hipernestra, porque Linceu respeitou a sua virgindade.
As outras filhas de Dânao enterraram as cabeças dos maridos (e primos) em Lema, prestaram honras fúnebres em frente à cidade  e foram purificadas por Atena e Hermes por ordem de Zeus.
Dânao faz o casamento de Hipermnestra e Linceu, e casa suas outras filhas com os vencedores de uma competição atlética.
Linceu reinou em Argos após a morte de Dânao e, com Hipermnestra, foi o pai de Abas.